# Siphunculina
Siphunculina is een vliegengeslacht uit de familie van de halmvliegen (Chloropidae).

## Soorten
- S. aenea (Macquart, 1835)
- S. nidicola Nartshuk, 1971
- S. ornatifrons (Loew, 1858)
- S. quinquangula (Loew, 1873)
- S. simulata Kanmiya, 1982
- S. striolata (Wiedemann, 1830)